# Lliga de Belize City de futbol
La Lliga de Belize City de futbol fou una competició de Belize de futbol que es disputà al districte de Belize City. Fou la competició més important de Belize, que era colònia britànica durant aquests anys.

## Historial
Font:
- 1919-20 Preston
- 1920-21 Preston
- 1921-22 Preston
- 1922-23 Preston
- 1923-24 Preston
- 1924-25 Surrey
- 1925-26 Rovers
- 1926-27 Preston
- 1927-28 Preston
- 1928-29 Preston
- 1929-30 Preston
- 1930-31 Crimson
- 1931-32 Crimson
- 1932-33 Excelsior
- 1933-34 Excelsior
- 1934-35 Arsenal
- 1935-36 Arsenal
- 1936-37 Arsenal
- 1937-38 Arsenal
- 1938-39 no es disputà
- 1939-40 no es disputà
- 1940-41 Excelsior
- 1941-42 Battalion
- 1942-43 Crimson
- 1943-44 Crimson
- 1944-45 All Star
- 1945-46 Crimson
- 1946-47 All Star
- 1947-48 Excelsior
- 1948-49 Crimson
- 1949-50 Police
- 1950-51 Preston
- 1951-52 M.Y.A.
- 1952-53 Landivar
- 1953-54 M.Y.A.
- 1954-55 M.Y.A.
- 1955-56 M.Y.A.
- 1956-57 M.Y.A.
- 1957-58 Diamond A
- 1958-59 Dunlop
- 1959-60 Landivar
- 1960-61 B.E.C.
- 1961-62 B.E.C.
- 1962-64 desconegut
- 1964-65 British Honduras Company
- 1965-66 desconegut
- 1966-67 Landivar
- 1967-68 Landivar
- 1968-69 Landivar
- 1969-70 Landivar
- 1970-74 desconegut
- 1974-75 Berger 404
- 1975-76 desconegut
- 1976-77 Berger 404
- 1977-78 Chito's Rangers